# Enrico Rimini
Enrico Rimini (Bozzolo, 1874 – Arquata Scrivia, 7 agosto 1917) è stato un chimico italiano.
Enrico Rimini è stato un chimico italiano conosciuto anche a livello mondiale per la scoperta della 
reazione Angeli-Rimini ideata assieme a Angelo Angeli. Morì all'età di 43 anni nell'incidente ferroviario di Arquata Scrivia.

## Studi
Studiò presso l'Università di Bologna. Dopo iniziali studi in Medicina e Chirurgia passò a Scienze matematiche, fisiche e naturali dove si laureò il 30 giugno 1895 in Chimica pura e in seguito in Farmacia il 10 aprile 1915. Fu allievo di Giacomo Luigi Ciamician.

## Carriera
Rimini è stato libero docente presso l'Università di Roma, in seguito dal 1904 al 1909 ha insegnato presso l'Università di Sassari ed è stato professore presso l'Università di Pavia dal 1910 al 1917.
Fu membro della Massoneria.

## Pubblicazioni
Numerosi suoi lavori furono pubblicati nei resoconti della Classe di Scienze Fisiche Matematiche e Naturali dell'Accademia Nazionale dei Lincei, allora Reale Accademia dei Lincei.

## Reazione di Angeli-Rimini
La reazione di Angeli-Rimini è una reazione organica tra un'aldeide e una solfonammide che in ambiente alcalino porta alla formazione di un acido idrossammico e acido solfonico.
La reazione viene utilizzata come test chimico per la rilevazione di aldeidi, ma ha recentemente trovato largo impiego nella sintesi in fase solida.